# Крутійський роман
Рома́н круті́йський або Пікар́ескний ром́ан (ісп. novela picaresca, від picaro — «шахрай», «крутій») — різновид епічного жанру, одна з найдавніших форм європейського роману.

## Історія
Виник в Іспанії (анонімний твір «Ласарільйо де Тормес»). Крутійський роман розповідає про пригоди хвацького пройдисвіта, авантюриста — пікаро, вихідця з низів або декласованого дворянства, який повністю ігнорує обов'язкові суспільні моральні норми. Як правило, це слуга, бездомний жебрак, «лицар випадку». Крутійський роман виник із культурно-історичної ситуації, коли Європа переповнилася бурлакуванням, і став антиподом лицарського роману з його шляхетними героями.

## Особливості
У крутійському романі відсутня складна композиція: як правило, тут однолінійний сюжет, події розгортаються у хронологічному порядку, оповідь ведеться найчастіше від першої особи, що імітує форму автобіографічних спогадів героїв; сюжет має авантюрний характер. Найбільшого розквіту крутійський роман досяг в Іспанії у 17 ст. («Життєпис крутія Гусмана де Альфараче» М. Алемана-де-Енеро, «Історія життя пройди на ім'я Дон Паблос» Ф. Кеведо-і-Вільєгаса, «Кульгавий біс» Л. Велеса де Гевари).

## Поширення жанру
Активно проникає до Латинської Америки (Фернандес де Лісарді та ін.), невдовзі вплинув на жанровий розвиток літератур інших європейських країн. Його художні прийоми використовували Даніель Дефо, Генрі Філдінг, Ганс Гріммельсгаузен, Поль Скаррон, Ален Рене Лесаж, Микола Гоголь та ін. Оскільки герой крутійського роману «мандрує» у своїх пригодах різними соціальними середовищами, такий жанр допомагав письменникам створити загальну картину суспільства, містив елементи критики й сатири.
У 20 ст. деякі художні прийоми крутійського роману використовують Томас Манн («Сповідь афериста Фелікса Круля»), Джон Стейнбек, Алан Сіллітоу та інші. В українській літературі мало виявлений (Олесь Ільченко, роман «Sweet світ», 2021).

## Джерело
- Літературознавчий словник-довідник за редакцією Р. Т. Гром'яка, Ю. І. Коваліва, В. І. Теремка. — К.: ВЦ «Академія», 2007